# Bruttig-Fankel
Bruttig-Fankel est une municipalité de l'arrondissement (Landkreis) de Cochem-Zell du Land de Rhénanie-Palatinat, en Allemagne. Elle fait partie de la communauté des communes de Cochem-Land qui compte 16 communes.

## Géographie
La commune de Bruttig-Fankel est située au bord de la Moselle.

## Galerie photographique

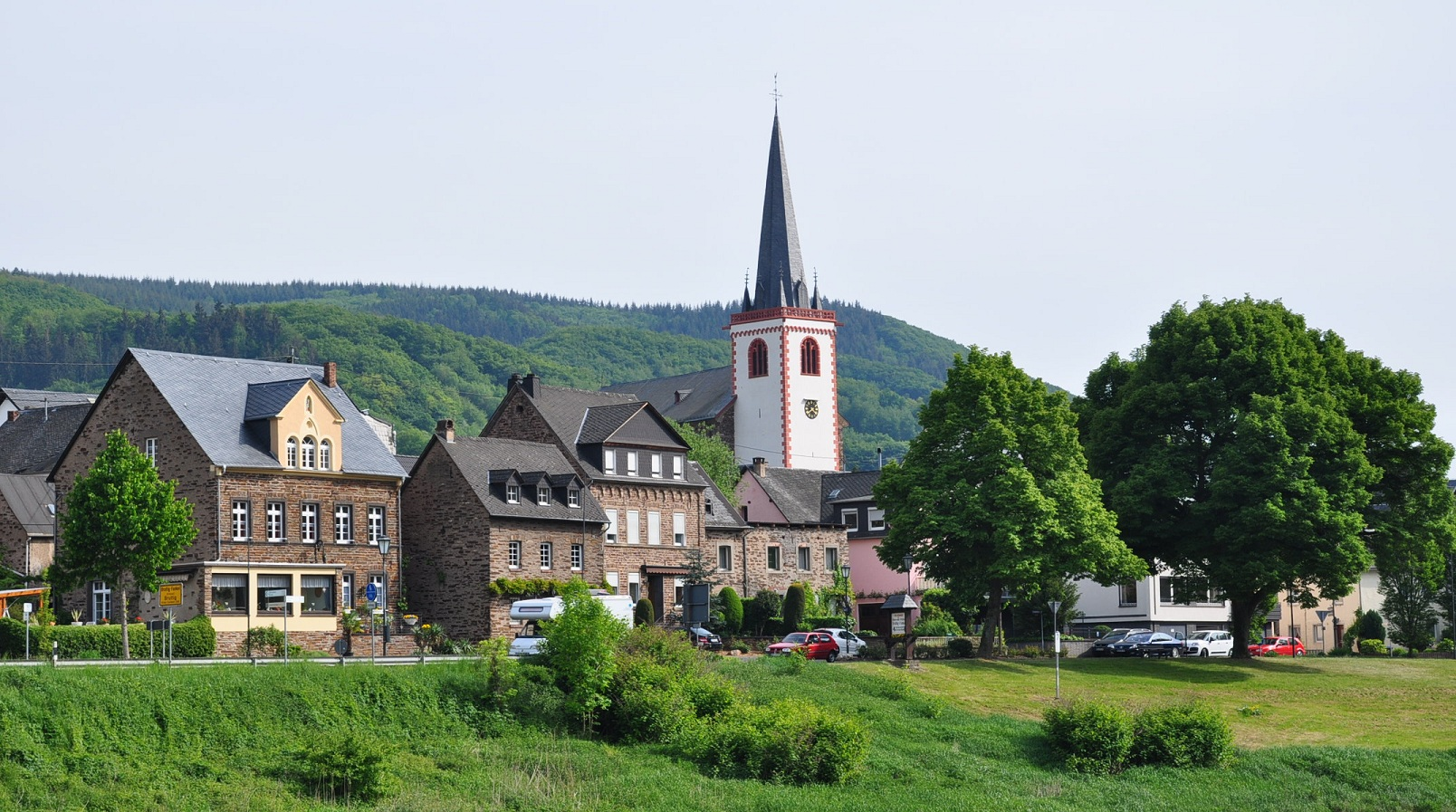
Bruttig : façades au bord de la Moselle.
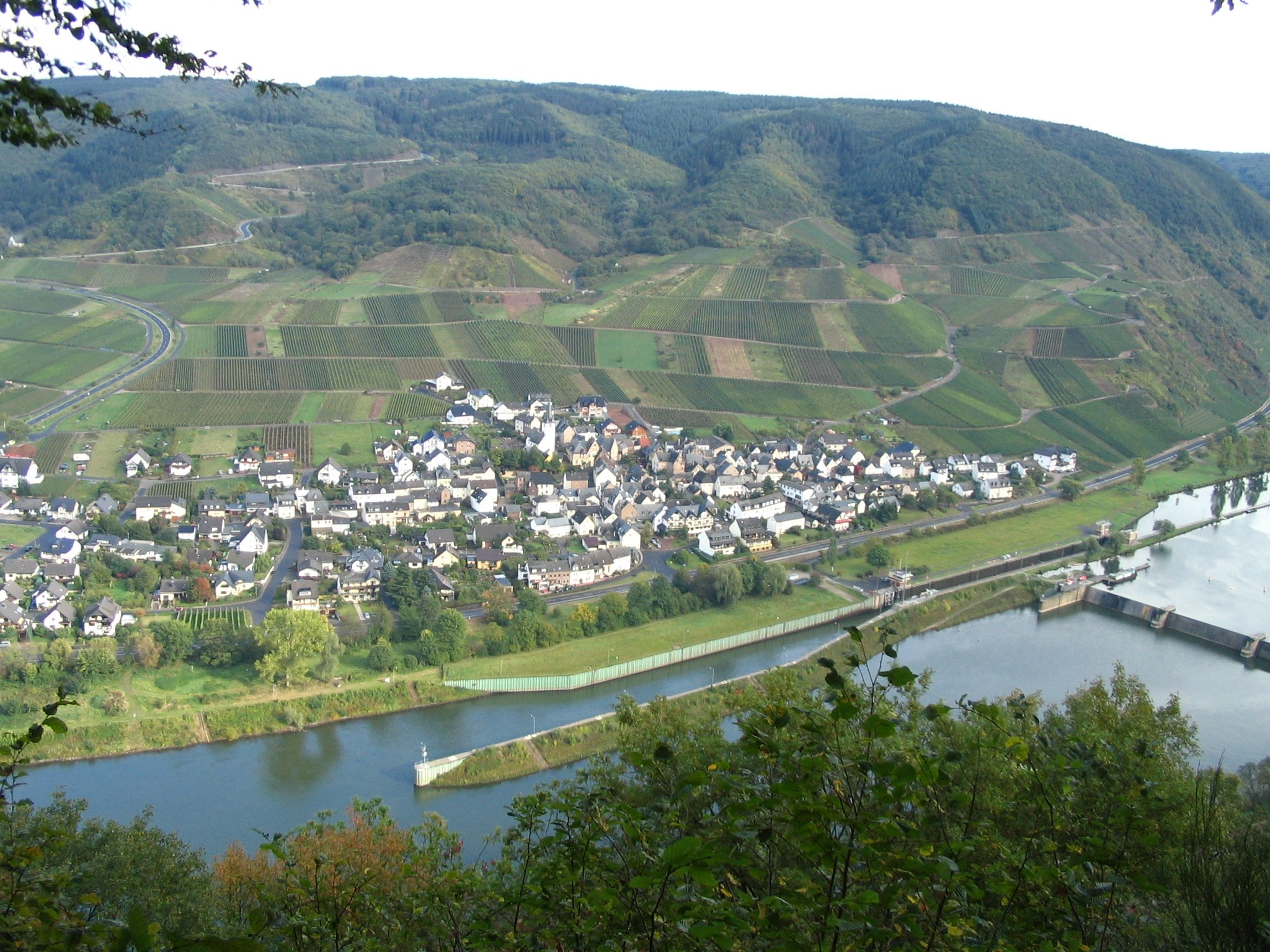
Fankel avec écluse.
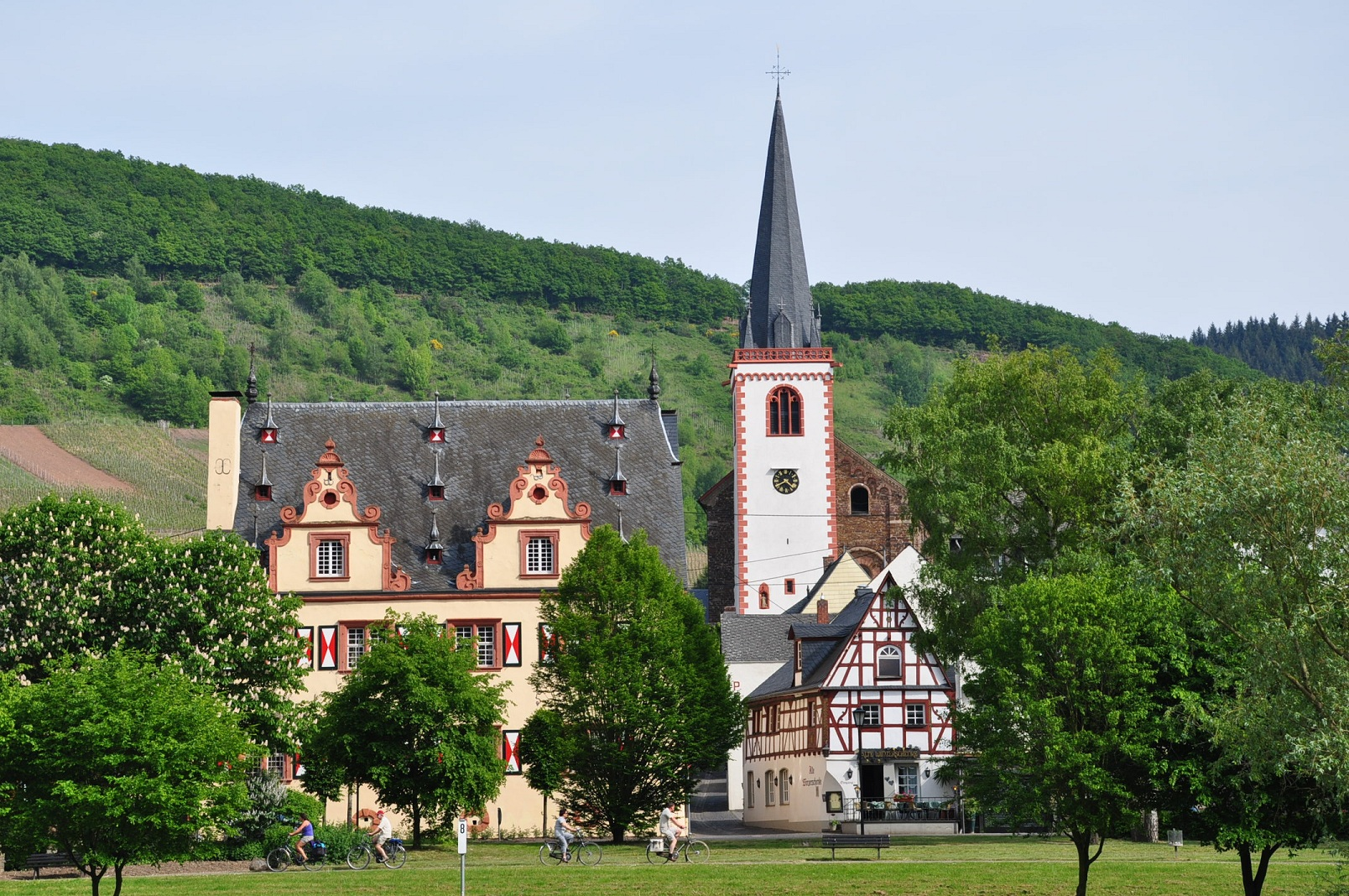
Bruttig, église.

## Jumelage
- Overijse (Belgique) depuis 1958